# Olek (Koejavië-Pommeren)
Olek is een plaats in het Poolse district  Nakielski, woiwodschap Koejavië-Pommeren. De plaats maakt deel uit van de gemeente Szubin en telt 53 inwoners.